# Martinskirche (Affalterbach)

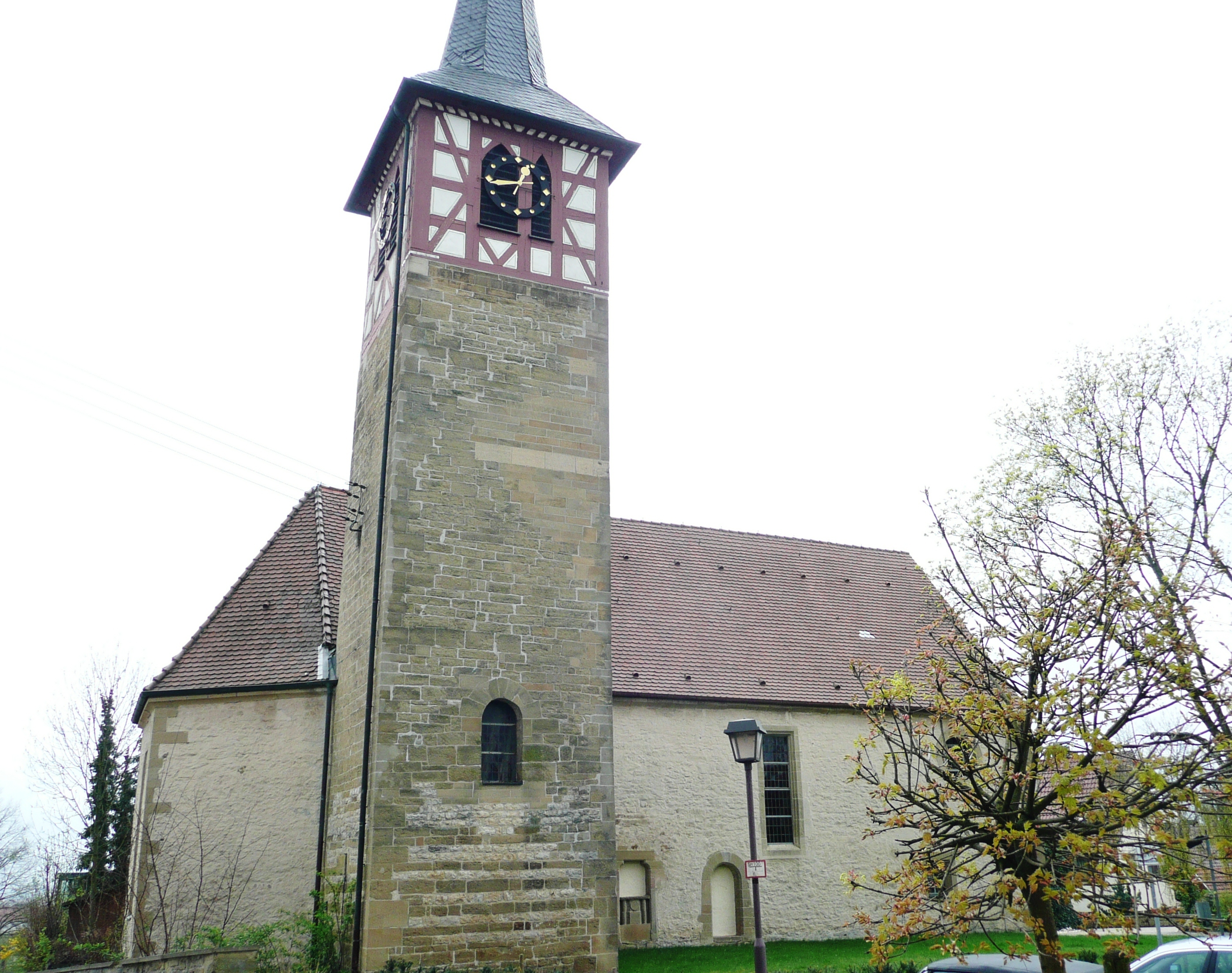
Martinskirche in Affalterbach

Die Martinskirche ist ein durch das Denkmalschutzgesetz geschütztes Kulturdenkmal in Affalterbach, einer Gemeinde im Landkreis Ludwigsburg in Baden-Württemberg. Sie gehört zum Kirchenbezirk Marbach der Evangelischen Landeskirche in Württemberg.

## Beschreibung

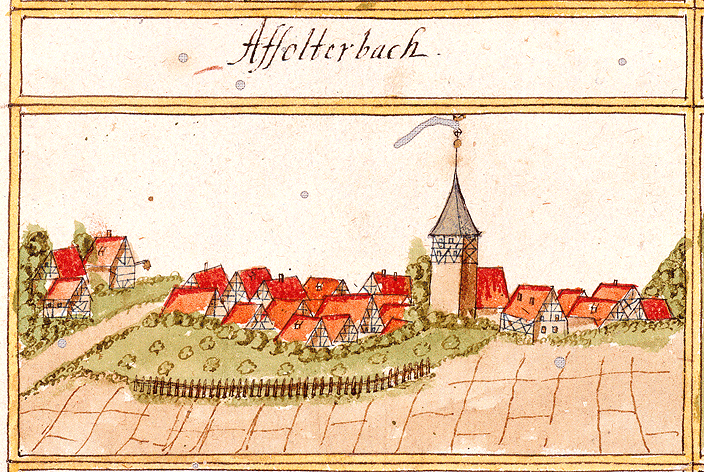
Ansicht von Andreas Kieser aus dem 17, Jahrhundert

Die Saalkirche besteht aus einem mehrfach umgebauten und vergrößerten Langhaus, einem eingezogenen, dreiseitig geschlossenen Chor im Osten und einem Chorflankenturm an der Nordwand des Chors. Die steinernen Geschosse des Chorflankenturms sind Reste einer Wehrkirche aus dem 12. Jahrhundert. Sein Geschoss aus Holzfachwerk, das die Turmuhr beherbergt, und der achtseitige, schiefergedeckte Knickhelm stammen aus dem 18. Jahrhundert.